# Авијатик D.IV
Авијатик D.IV је немачки ловачки авион. Авион је први пут полетео 1917. године. 

Израђен је само у прототипској форми.
Размах крила је био 9,00 m а дужина 8,47 метара. Био је наоружан са два митраљеза Максим калибра 7,92 mm.

## Наоружање
Авион Авијатик D.IV је био наоружан са два фиксна синхронизована митраљеза  Максим калибра 7,92 mm која су гађала кроз обртно поље елисе.
| Наоружање авиона: Авиатик      |            |
| Ватрено (стрељачко) наоружање  |            |
| Топ                            |            |
| Митраљез                       |            |
| Број и ознака митраљеза        | 2 x Максим |
| Калибар                        | 7,92       |
| Бомбардерско наоружање (бомбе) |            |
| Ракетно наоружање (ракете)     |            |

## Земље које су користиле авион
- Аустроугарска
- Немачко царство